# 원주민 권리 선언

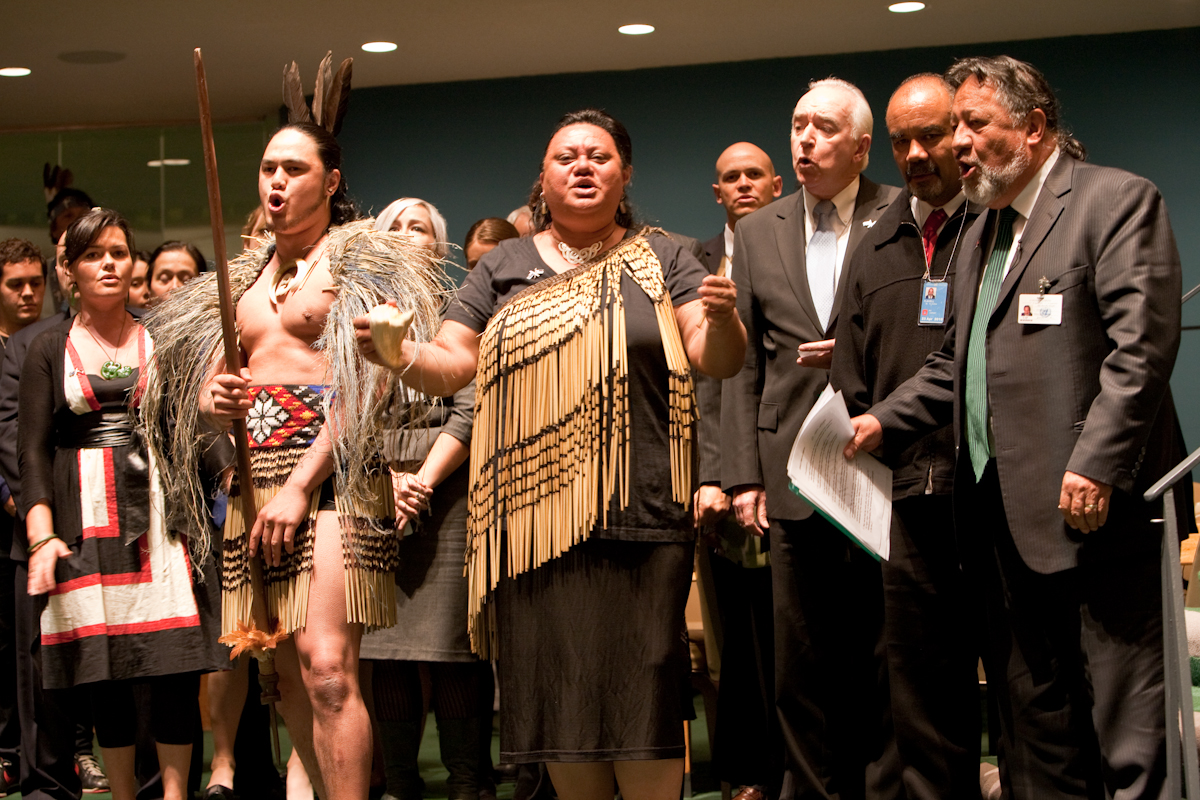
뉴질랜드 대표단은 유엔 원주민 문제 상설 포럼에 참석했다. 뉴질랜드는 2010년 4월 원주민의 권리에 관한 선언을 승인했다.

원주민 권리 선언(Declaration on the Rights of Indigenous Peoples) 또는 선주 민족 권리 선언은 유엔 총회에서 2007년 통과시킨 선언이다.

## 같이 보기
- 류큐 독립운동